# American River College
Pour les articles homonymes, voir American River et ARC.
L'American River College (ARC) est un collège communautaire située à Sacramento, en Californie.

## Historique
Le collège a ouvert ses portes en 1955 sous le nom de American River Junior College. En 1958, il a déménagé sur l'emplacement de l'ancien Cameron Ranch et s'étend sur 0,62 km2. Depuis 1965, le collège fait partie du Los Rios Community College District et a pris le nom d'American River College.

## Les étudiants
De nombreux étudiants de la région de Sacramento choisissent ce collège avant de suivre ultérieurement un cycle de quatre ans dans une université telles que l'université de Californie ou l'université d'État de Californie à Sacramento. D'autres étudiants s'y inscrivent pour obtenir un certificat dans un programme de formation technique ou professionnelle, ou encore à titre d'enrichissement personnel.

## Étudiants renommés
- Jodi Angel, écrivain
- David-Matthew Barnes, romancier et réalisateur
- Adrian Lamo, hacker
- Brian Posehn, comédien, co-star de The Sarah Silverman Program
- Anthony Padilla et Ian Hecox, créateurs du duo Smosh
- Anthony Swofford, auteur de Jarhead
- Richard Trenton Chase, surnommé le « Vampire de Sacramento », serial killer et vampire

### Sportifs
- Dusty Baker, joueur de baseball et dirigeant des Reds de Cincinnati
- Dallas Braden, joueur de baseball aux Athletics d'Oakland
- Jarrett Bush, joueur de football américain aux Packers de Green Bay
- Tony Eason, joueur de football américain (quarterback) aux Patriots de la Nouvelle-Angleterre et aux Jets de New York
- Steve Holm, receveur de baseball aux Giants de San Francisco
- Jim Loscutoff, joueur de basket-ball aux Celtics de Boston
- Debbie Meyer, triple médaillée d'or en natation aux Jeux olympiques d'été de 1968 à Mexico
- Manny Parra, joueur de baseball aux Brewers de Milwaukee

## La mascotte
La mascotte du collège est le castor.

## Le campus au cinéma
L'épreuve de force policière dans le film de 1986, Wisdom, réalisé par Emilio Estevez avec Demi Moore dans le rôle principal, a été filmée sur le campus de l'American River College, ainsi que dans et autour du Beaver Stadium.